# مالا ورانگسکا
مالا ورانگسکا (به صربی: Mala Vranjska) یک منطقهٔ مسکونی در صربستان است که در شاباتس واقع شده‌است. مالا ورانگسکا ۲۰۱ نفر جمعیت دارد.